# Pagekon lišejníkovitý
Pagekon lišejníkovitý (Mniarogekko chahoua, dříve Rhacodactylus chahoua) je stromový gekon endemický pro Novou Kaledonii. Je známý svým mechem připomínajícím zbarvením a silným chápavým ocasem.

## Taxonomie
- Rod: Mniarogekko
- Druh: chahoua
- Autor popisu: Arthur Bavay, 1869
- Synonyma: Platydactylus chahoua, Rhacodactylus chahoua

V roce 2012 byl druh přeřazen do nového rodu Mniarogekko na základě revize novokaledonských gekonů.

## Výskyt
Tento gekon se vyskytuje na jižní části hlavního ostrova Grande Terre a na přilehlém ostrově Île des Pins v Nové Kaledonii. Obývá především zastíněné části lesního podrostu.

## Popis
Dospělci dosahují délky 25–31 cm. Zbarvení je variabilní, od rezavě červené a hnědé po zelenou či šedou, často s mechem či lišejníkem připomínajícím vzorem. Ocas je silný, plně chápavý, méně náchylný k odpadnutí než u jiných gekonů. Oči má velké, bez víček, s vertikálními zorničkami.

### Potrava
Mniarogekko chahoua je všežravec. V přírodě se živí hmyzem, ovocem a příležitostně malými ještěrkami. Strava se mění podle sezónních dostupností potravy.

## Rozmnožování
Samice klade dvě dobře vápenatá vejce, která se po snesení slepí k sobě. Tento jev, známý jako „lepení vajec“, je unikátní pro tento druh mezi novokaledonskými gekony. Vejce jsou obvykle kladena na povrch substrátu a samice je hlídá. Inkubace trvá 60–90 dní.

## Chov v zajetí
Tento gekon je oblíbený mezi chovateli a je běžně dostupný z odchovů v zajetí. Při správné péči se může dožít 15–20 let. Doporučuje se prostorné terárium o minimálních rozměrech 60×60×90 cm s dostatkem vertikálního prostoru a úkrytů.

## Ochrana
Podle Červeného seznamu IUCN je Mniarogekko chahoua zařazen mezi zranitelné druhy (VU – Vulnerable) kvůli ztrátě přirozeného prostředí a nelegálnímu odchytu.